# Hệ thống Giáo dục Victoria School
Victoria School là một hệ thống giáo dục K-12 tại Việt Nam. Thành lập từ năm 2022, hệ thống bao gồm các trường Quốc tế Song ngữ: Trường Victoria Nam Sài Gòn, Trường Victoria Riverside và Trường Mầm non Victoria SwanBay. Hệ thống được thiết kế dựa theo mô hình "Trường học hạnh phúc - Happy School" của Tổ chức Giáo dục, Khoa học và Văn hóa Liên Hiệp Quốc (UNESCO), nhằm thúc đẩy sự hạnh phúc và phát triển toàn diện của học sinh, giáo viên, nhân viên, ban lãnh đạo nhà trường và phụ huynh học sinh. Hệ thống theo đuổi 3 tiêu chí: Green (Trường học xanh), Smart (Trường học thông minh) và Happy (Trường học hạnh phúc).

## Chương trình
Victoria School giảng dạy kết hợp chương trình của Bộ Giáo dục và Đào tạo Việt Nam cùng Chương trình Quốc tế Cambridge, Chương trình Công dân Toàn cầu Hạnh phúc, Chương trình Năng khiếu học đường và Chương trình Trải nghiệm doanh nghiệp cho trẻ từ Tiểu học đến Trung học phổ thông. Đối với Mầm non, Victoria School áp dụng phương pháp Montessori, Chương trình Quốc tế Cambridge Early Year và Chương trình Fast Track Kids trong giảng dạy.
Tổng hiệu trưởng Hệ thống Victoria là Thạc sĩ Lê Nguyễn Trung Nguyên (Jessica), Thạc sĩ Quản lý Giáo dục Trường Đại học Quốc tế RMIT. Bà có 25 năm công tác trong ngành giáo dục cũng như lĩnh vực nghiên cứu và phát triển và điều hành trường học. Bà từng nắm giữ các vị trí quản lý cấp cao tại các tổ chức giáo dục lớn tại Việt Nam trước khi đảm nhận điều hành Hệ thống Giáo dục Victoria School.

## Lịch sử
Tháng 8 năm 2023, Trường Quốc tế Song ngữ Victoria Nam Sài Gòn chính thức khánh thành tại Huyện Nhà Bè, Thành phố Hồ Chí Minh. Trường Victoria Nam Sài Gòn được Kiến trúc sư Võ Trọng Nghĩa thiết kế, khuôn viên 20,000 mét vuông của trường có hệ thống cây xanh bao phủ. Cơ sở vật chất của trường bao gồm thư viện Forest Library có quy mô 10.000 đầu sách, Nhà hát William Shakespeare có sức chứa 200 người và nhà thi đấu đa năng Leonardo da Vinci với sức chứa 500 người. Các phòng chức năng khác bao gồm phòng mỹ thuật, phòng Music Studio, nhà hàng Tropical, phòng y tế, hồ bơi Yết Kiêu, sân bóng đá Pelé, nông trại Skyfarm, v.v. Kiến trúc của trường là đại diện Việt Nam duy nhất trong 17 công trình đạt giải "Trường học xanh" tại International Architecture Awards 2024, giải thưởng của Bảo tàng Kiến trúc và thiết kế Chicago.
Tháng 10 năm 2023, Trường Mầm non Victoria SwanBay tại khu đô thị SwanBay (Nhơn Trạch, Đồng Nai) chính thức đi vào hoạt động và giảng dạy học sinh từ 18 tháng đến 6 tuổi. Đến tháng 12 năm 2023, Trường Quốc tế Song ngữ Victoria Riverside dành cho học sinh từ Tiểu học đến Trung học Phổ thông được công bố, toạ lạc tại Quận 8, Thành phố Hồ Chí Minh và đi vào hoạt động từ năm học 2024–2025.

## Đối tác
- Cambridge (tháng 12/2022)[1]
- UNESCO (tháng 12/2022)[2][3]
- Hiệp hội Thương mại Mỹ tại Việt Nam (AmCham Việt Nam) (tháng 7/2023)[17]
- Positive Action (tháng 7/2023)[18]
- Trường Liên Cấp Quốc Tế SIKS (tháng 7/2023)[19]
- Hudson Global Scholars (2023)[20]
- Hội đồng Anh (2023)[20]